# Гуго (граф Руэрга)
Гу́го (фр. Hugues de Rouergue, умер в 1054 году) — граф Руэрга и Керси в 1008—1054, сын Раймунда III и Рихарды..

## Биография
После смерти Раймунда III его сын Гуго стал графом Руэрга и Керси. Хотя большая часть Готии досталась его родственнику Гильому III, однако Гуго продолжал титуловать себя маркизом Готии. Вместе с титулом графа Руэрга он также использовал титул графа Жеводана. Он сохранил сюзеренитет над соседними графствами и виконтствами (Агд, Ним, Безье, Альби, Юзес).
В 1016 году Гуго продал права на архиепископство Нарбонна своему тестю Рамону Вифреду. В 1035 году он продал часть своих аллодиальных земель. В январе 1051 Гуго пожертвовал земельные владения церкви Трибонс в аббатстве Конкес.
В 1054 году Гуго скончался. В его правление могущество дома де Руэрг начало угасать. Ему наследовала старшая дочь Берта.

## Брак и дети
Жена: Фидес де Сердань, дочь Вифреда, графа Сердани и Гислы де Палларс. Дети:
- Берта — графиня Руэрга (ум. 1063/1064); муж: Роберт II Овернский
- Фидес[2]; муж: Бернар, виконт Нарбонны